# ورقة 10 جنيه إسترليني بنك كليديسدال
ورقة 10 جنيه إسترليني بنك كليديسدال والمعروفة أيضًا بشكل غير رسمي باسم Fiver هي عملة ورقية من الجنيه الإسترليني. هي ثاني أصغر فئة من الأوراق النقدية الصادرة عن بنك كليديسدال. على وجه ورقة البوليمر الحالية التي أصدرت أول مرة في عام 2017 صورة للشاعر الاسكتلندي روبرت برنز وعلى الظهر مشاهد من إدنبرة.

## التاريخ
بدأ بنك كليديسدال بإصدر ورقة 10 جنيه استرليني في عام 1838 وهو نفس العام الذي أسس فيه البنك. كانت الأوراق النقدية المبكرة أحادية اللون وتُطبع على جانب واحد فقط. نظم قانون الأوراق النقدية (اسكتلندا) لعام 1845 إصدار البنوك الاسكتلندية الأوراق النقدية حتى استبدل بقانون البنوك لعام 2009. الأوراق النقدية الاسكتلندية هي عملة قانونية مقبولة بشكل عام في جميع أنحاء المملكة المتحدة. وهي أصلية كما الأوراق النقدية التي يصدرها بنك إنجلترا. ورقة 10 جنيه استراليني هي حاليًا ثاني أصغر فئة من الأوراق النقدية الصادرة عن بنك كليديسدال.
لا تسحب الأوراق النقدية الاسكتلندية بنفس الطريقة التي تسحب أوراق بنك إنجلتر بالتالي يمكن العثور على عدة إصدارات مختلفة من ورقة 5 جنيه إسترليني بنك كليديسدال. تشجع لجنة المصرفيين الاسكتلنديين الجمهور أو استبدال الأوراق النقدية القديمة غير البوليمرية بالأوراق الجديدة المصدرة 1 مارس 2018. أصدرت ورقة 10 جنيه إستراليني من سلسلة الاسكتلنديين المشهورين في عام 1997 وظهر عليها المبشرة الاسكتلندي Mary Slessor، وعلى ظهرها صور مرتبطة بعمل سليسور وهي خريطة للمنطقة التي عملت فيها وصورة توضح عنايتها بالأطفال. أنتجت ورقة 10 دولار تذكارية عليها Mary Slessor أيضا في عام 2006 بمناسبة رعاية البنك لفريق ألعاب الكومنولث الاسكتلندي، ولكن ظهر العملة عرض عليه ألعاب رياضية. أصدرت سلسلة التراث العالمي في عام 2009، وعلى وجه ورقة 10 دولار صورة الشاعر الاسكتلندي روبرت برنز وعلى الظهر صور من مدينة إدنبرة القديمة والجديدة منها صورة قلعة إدنبرة. أصدرت ورقة بوليمر جديدة في عام 2017 مكان الورقة القطنية السابقة وبقي التصميم كما هو.

## السلاسل
| السلسلة                | تاريخ الإصدار | اللون | الحجم        | التصميم                                                 |
| ---------------------- | ------------- | ----- | ------------ | ------------------------------------------------------- |
| الاسكتلنديون المشهورون | 1997          | بني   | 142 × 75 ملم | الوجه: ماري سليسور. الظهر: صور متنوعة                   |
| التراث العالمي         | 2009          | بني   | 142 × 75 ملم | الوجه: روبرت برنز. الظهر: مباني إدنبرة القديمة والجديدة |
| البوليمر               | 2017          | بني   | 132 × 69 ملم | الوجه: روبرت برنز. الظهر: مباني إدنبرة القديمة والجديدة |

## روابط خارجية
- The Committee of Scottish Bankers website